# Héctor Guerra (cantant)
Héctor Guerra (Minas de Riotinto, 1985) és un cantant i productor musical hispano-bolivià referent de la música electrollatina. El seu estil barreja rap, dancehall, cúmbia i música andina. Al llarg de la seva carrera artística, Héctor Guerra ha col·laborat amb músics com Public Enemy, Café Tacvba, Maldita Vecindad i Marinah de Ojos de Brujo.
L'any 2018 publicà el treball Desde el infierno, pertanyent a la seva trilogia mexicana, a partir de les seves experiències psicodèliques al Desert de Sonora.

## Discografia
| Àlbum                         | Discogràfica      | Any  |
| ----------------------------- | ----------------- | ---- |
| Lágrimas (amb Pachamama Crew) | Warner            | 2011 |
| Amor                          | Amanecer          | 2012 |
| Gracias por existir           | Pachamama Dreams  | 2015 |
| Desde el infierno             | Kasba Music       | 2018 |
| Perreo cósmico                | Pachamama Familia | 2021 |